# Mathias Gidsel
Mathias Gidsel, född 8 februari 1999 i Skjern, är en dansk handbollsspelare (högernia). Vid OS 2020 i Tokyo, som ägde rum sommaren 2021, utsågs Gidsel till turneringens mest värdefulla spelare (MVP). Vid summeringen av året blev han utsedd till Årets manliga handbollsspelare i Danmark 2021. Han blev även utsedd till Årets manliga landslagsspelare i Danmark 2021/22. Han utsågs till Årets bästa handbollsspelare i världen av IHF 2023.

## Klubbkarriär
Gidsel spelade från 15 års ålder för GOG Håndbold, och började 2017 spela för A-laget i klubben. 2020 blev han utsedd till Årets talang i den danska ligan. 2022 var han med och blev Dansk mästare med GOG. Sedan 2022 spelar han för tyska Füchse Berlin.

## Landslagskarriär
Mathias Gidsel debuterade i danska landslaget den 7 november 2020 i en EM-kvalmatch mot Finland. Han fick sedan mästerskapsdebutera vid VM i Egypten i januari 2021. Han var med och vann guld i VM 2021 i Egypten, där han också blev invald i mästerskapets All-Star Team. Han var även med och tog silvermedalj i OS 2020 i Tokyo, och blev där utsedd till turneringens MVP. Vid EM 2022 var han med och tog brons, och kom med i All star team som bästa högernia. Vid VM 2023 var han med och försvarade titeln, och blev mästerskapets bäste målskytt med 60 mål, samt utsedd till mästerskapets MVP. Vid EM 2024 blev han uttagen som bästa högernia.

## Meriter
Med klubblag
- Dansk mästare 2022 med GOG
- EHF European League-mästare 2023 med Füchse Berlin

Med landslag
- VM 2021
- VM 2023
- VM 2025
- OS 2024 i Paris
- OS 2020 i Tokyo
- EM 2024
- EM 2022
- U19-VM 2017 med Danmark

Individuella utmärkelser
- All-Star Team VM: 2021
- All-Star Team EM: 2022, 2024
- MVP i OS: 2020
- MVP i VM: 2023
- Skytteligavinnare VM: 2023 (60 mål)
- Årets Handbollsspelare i Danmark 2021[16]
- Årets Landslagsspelare i Danmark 2022[17]
- EHF Excellence Awards Säsongens bästa högernia 2022/23
- Handball-Planet Världens bästa unga spelare: 2021[18]
- Handball-Planet Världens bästa spelare: 2023[19]
- Årets bästa handbollsspelare i världen: 2023[5]